# Токчхон
Токчхон (кор. 덕천시?, 德川市?) — город в КНДР в провинции Пхёнан-Намдо. Граничит с уездами Нёнвон и Мэнсан на востоке и Куджан на севере, с городом Кэчхоном на западе, с уездом Пхукчхан на юге. В Токчхоне находится автомобильный завод «Сынни», основанный в 1950 году, и другие различные малые заводы и фабрики.

## Происшествия
Журнал «The Diplomat» 4 января 2018 года опубликовало материал, в котором сообщается, что 29 апреля 2017 года в КНДР, во время испытательных пусков, ракета «Хвасон-12» упала на населённый пункт Токчхон с населением 237 тысяч человек, при этом был причинен «серьёзный ущерб» промышленным и сельскохозяйственным строениям.

## Экономика
Завод «Сынни» с ассоциированными с ним другими заводами был одним из нескольких автопроизводителей в КНДР, сумевших создать более дешёвые копии иностранных пассажирских автомобилей и военных грузовиков и получивших мощное развитие в период 1970-х-1980-х годов под руководством Ким Ир Сена.
Однако тотальная нехватка иностранных кредитов к концу 1980-х годов привела обрабатывающую промышленность к быстрому сокращению. Поставка стали для металлообработки резко упала, но даже при её наличии, производственные линии испытывали регулярные перебои. В 1980 году в Токчхоне были произведены 20 000 автомобилей, а в 1996 году — лишь 150, все из которых были военными грузовиками, а некоторые из них позднее были модифицированы в РСЗО.